# Ermanno Wolf-Ferrari
Ermanno Wolf-Ferrari (Venecia, 12 de enero de 1876-Venecia, 21 de enero de 1948) fue un compositor italiano, principalmente de ópera, que desarrolló gran parte de su carrera musical en Alemania. 

## Biografía

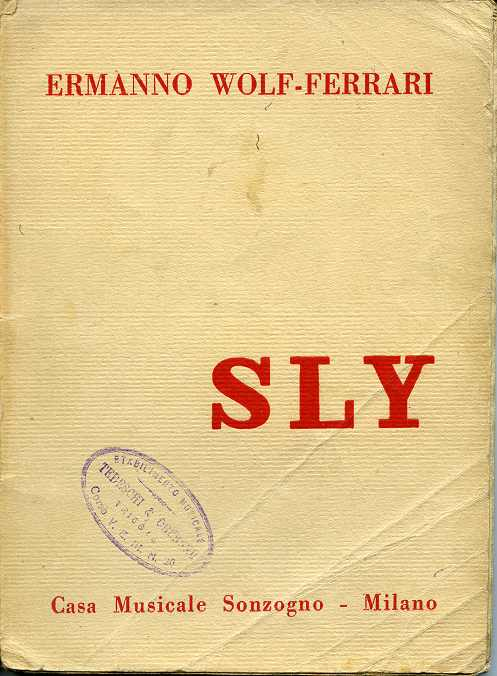
Portada de la ópera Sly (1928)

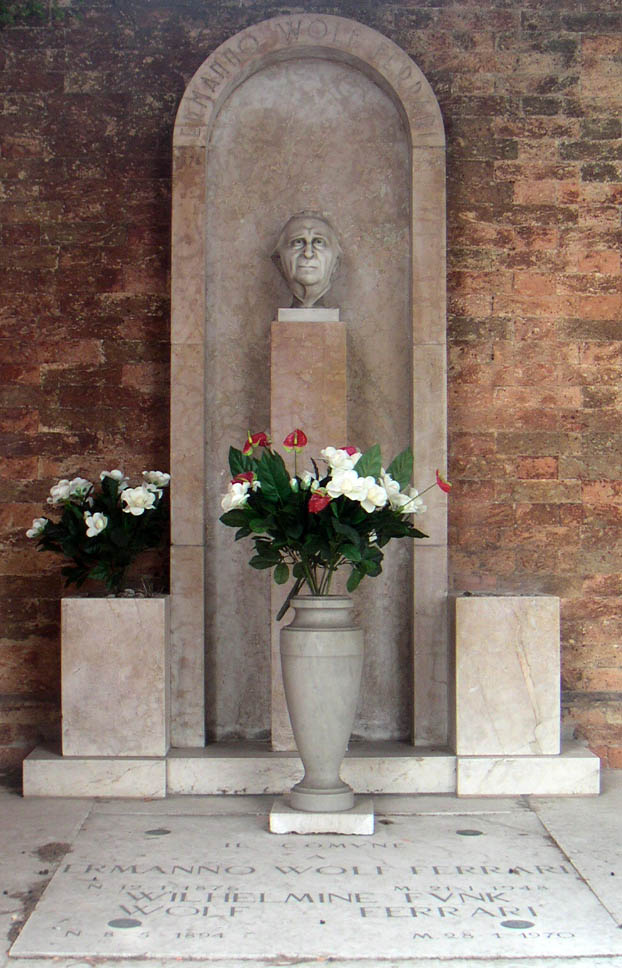
Tumba de Wolf-Ferrari, en San Michel, Venecia.

Ermanno Wolf-Ferrari nació en San Barnaba (Venecia) el 12 de enero de 1876, primer hijo de Augusto Wolf, pintor alemán, y Emilia Ferrari, madre italiana. Aunque estudió piano desde muy niño, la música no fue la principal pasión de su juventud, sino la pintura, ya que deseaba ser como su padre.
Estudió de forma intensiva en Venecia e incluso viajó al extranjero para estudiar en Múnich, donde comenzó a pensar seriamente en dedicarse a la música. Se matriculó en el conservatorio (1892-95) y comenzó a tomar clases de contrapunto y de composición con Josef Gabriel Rheinberger (1839-1901). Estas clases de música, inicialmente ocasionales, eclipsaron totalmente sus estudios del arte, y finalmente los abandonó. A los 19 años, Wolf-Ferrari acabó los estudios del conservatorio y volvió a su casa de Venecia. En ese año 1895, Ermanno agregó a su propio apellido, Wolf, el Ferrari de su madre, y comenzó a escribir sus primeras composiciones. Trabajó como director de una agrupación coral de Milán, se casó y tuvo un niño. Por esa época pudo conocer personalmente a Arrigo Boito y al gran Giuseppe Verdi.
En 1900, tras fracasar la publicación de dos de sus anteriores intentos, Wolf-Ferrari vio la primera representación de una de sus óperas, Cenerentola, estrenada en Venecia. Fue un fracaso y la humillación le hizo volver a Múnich, donde reelaboró la obra para ser programada al año siguiente, 1902, en Bremen, con el título de Aschenbrödel, con mejor éxito. Esta sería la tónica de muchas de sus obras, mucho mejor acogidas en Alemania que en su Italia natal: así ocurrió con Le donne curiose (1903), I quattro rusteghi (1906) e Il segreto di Susanna (1909), todas ellas comedias muy bien acogidas en sus estrenos en Alemania. Su vida estuvo desde esa época dividida entre dos países y dos culturas, que él trato de aunar: tenía la seriedad del alemán y la calma alegre del italiano; amaba el belcanto y el contrapunto; era pensativo, casi filosófico, y tolerante. Pasó su vida entre Múnich y Venecia: en Alemania deseando estar en Italia y en Italia, en Alemania. 

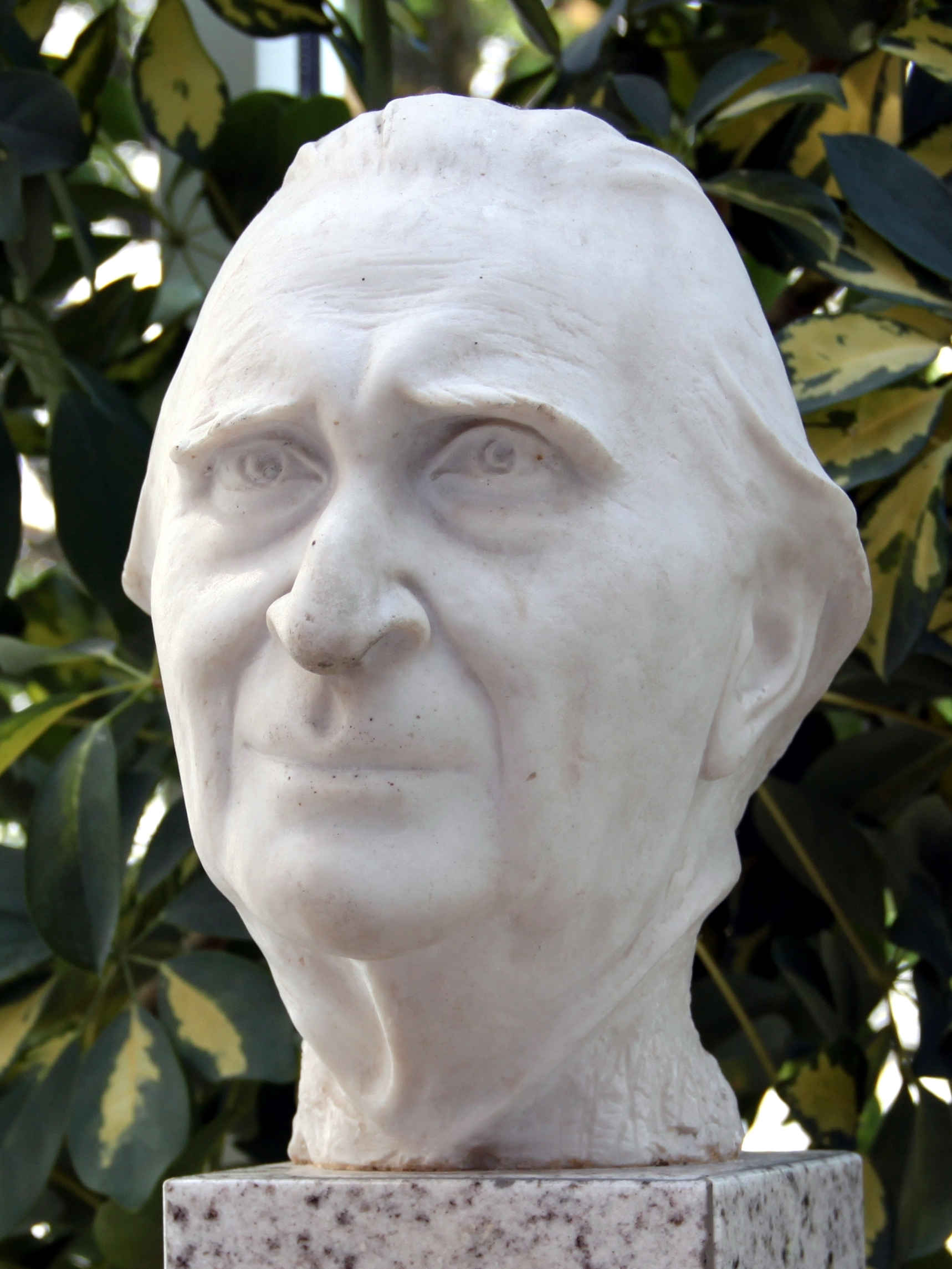
Ermanno Wolf-Ferrari (Bust in the Wolf-Ferrari-Haus, Ottobrunn)

En 1903 obtuvo una temprana notoriedad internacional con el estreno de dos de sus obras: la coral La Vita Nova y una nueva ópera, Le Donne Curiose. Ese mismo año fue nombrado, a los 27 años, director del Liceo «Benedetto Marcello» en Venecia. Seis años más tarde, terminó su contrato y se estableció en Múnich, donde vivió y trabajó durante los 35 años siguientes, apareciendo raras veces en público.
Wolf-Ferrari conoció las obras teatrales de Carlo Goldoni y comenzó a transformar esas farsas salvajes e ingeniosas en óperas cómicas, musicalmente eclécticas, melódicas, y, a menudo, completamente hilarantes. Cada nueva obra se convirtió en un éxito internacional y, de hecho, hasta el inicio de la I Guerra Mundial, sus óperas estuvieron entre las óperas más programadas en el mundo entero. 
El estallido de la I Guerra Mundial fue una pesadilla para Wolf-Ferrari, quien se trasladó a vivir a Zúrich (1915-22), donde, salvo la ópera Gli amanti sposi (1916), apenas compuso. Su vida, a caballo entre dos países en guerra, y su doble ascendencia italo-alemana le trajo muchos problemas. Ello le produjo una grave crisis y el alejarse de la composición durante algunos años. Después de la guerra volvió a Múnich y, poco a poco, recuperó las ganas de componer. Reapareció con un renovado impulso, con obras de una vena más melancólica, emocionalmente más complejas y oscuras. A mediados de la década de 1920 fue cuando realmente tuvo éxito, con óperas como Das Himmelskleid (1925) —la ópera que Wolf-Ferrari más estimaba— y Sly (1927), basada en la obra de Shakespeare, La fierecilla domada («The Taming of the Shrew»), sobre un cómico bufón que se transforma poco a poco en un cuento de tortura emocional y suicidio.
Sin embargo, pasado un tiempo, Wolf-Ferrari volvió al estilo alegre de su juventud, a las obras de Goldoni, casi como si deseara recobrar la alegría chispeante y el éxito popular que había perdido. Sin embargo, esta vuelta a la comedia fue amenazada de nuevo por el comienzo de la II Guerra Mundial. Wolf-Ferrari no estuvo nunca amenazado directamente por las políticas de Hitler, pero sintió verdadera repulsa por los nazis y abandonó Alemania, trasladándose a Roma, donde continuó componiendo óperas y trabajando cada vez más en música instrumental. Algunos años más tarde, volvió a Austria para aceptar un puesto de profesor de composición en el Mozarteum de Salzburgo, pero encontró unas condiciones casi imposibles para la enseñanza y se retiró al campo austríaco, transcurriendo los años de la guerra de forma algo oscura, componiendo muy poco, siendo lo más destacado un Concerto para violín (1943) y otro Concerto para violoncello (1944). En 1946, se trasladó de nuevo a Zúrich antes de volver definitivamente a Venecia, su ciudad natal, para vivir sus últimos meses con su hermano. Sus últimas obras son un Piccolo concerto, para corno inglés, 2 trompas y cuerdas, y Chiese di Venezia, para orquesta, que dejó incompleta. Falleció de un ataque cardíaco el 21 de enero de 1948, al poco de cumplir 72 años de edad. Está enterrado en el cementerio de la isla veneciana de San Michele.

## Música
Wolf-Ferrari no compuso mucho, pero frecuentó casi todos los géneros, ya que escribió oratorios, obras corales y orquestales, música de cámara y algunas canciones, aunque fue sobre todo conocido como compositor de óperas. Proyectó una veintena de títulos, de los que solamente quince vieron su estreno en los escenarios. Tres de ellas corresponden a lo que se considera ópera seria: I Gioielli della Madonna (1911) —obra en la que una voluble heroína solicita que un presunto pretendiente robe las gemas de una imagen sagrada—, Das Himmelskleid (1927), un cuento de hadas, y Sly, la considerada como una de sus mejores obras (1927). El resto fueron óperas cómicas, siendo las más conocidas Le Donne Curiose, I Quattro Rusteghi e Il segreto di Susanna (1909) — obra en la que una joven esposa, pretendiendo ocultar el inocente vicio de fumar cigarrillos, da lugar a que su marido sospeche la existencia de un amante. 
Renovó progresivamente su propio estilo operistico, permaneciendo equidistante tanto de las experiencias atonales de Arnold Schoenberg como del verismo de Francesco Cilea y Giacomo Puccini. Sus verdaderos modelos fueron Mozart y Rossini, por su levedad, aunque también la tardía experiencia verdiana, en especial la del Falstaff. La actividad operística le ocupó durante casi treinta años: particularmente afortunado fue el encuentro con el teatro de Carlo Goldoni, de quien adaptó musicalmente Le donne curiose (1903), I Quatro Rusteghi (1906), La vedova scaltra (1931) e Il campiello (1936). En esta ópera el autor asume el Settecento como modelo de elegancia, compostura y equilibrio formal, que son los motivos principales de su éxito en los teatros de todo el mundo. Sus últimas óperas estrenadas fueron La dama boba (1939) y Gli dei a Tebe, 1943. En 1931 Wolf-Ferrari hizo también una revisión de la ópera mozartiana, Idomeneo. 
Las óperas de Wolf-Ferrari apenas se representan, aunque es reconocido como el escritor más fino de la ópera cómica italiana de su tiempo. Sus trabajos recuerdan a menudo a la ópera buffa del siglo XVIII, aunque también escribió obras más ambiciosas, a la manera de Pietro Mascagni. Una representación en 1999 de Sly por la Ópera Nacional de Washington (su estreno estadounidense) supuso un cierto renacer del interés en su obra. 
Aparte de las óperas, Wolf-Ferrari escribió algunos trabajos instrumentales, principalmente al comienzo y sobre todo al final de su carrera. Sus obras se mantuvieron al margen de la evolución musical de la época, y en ellas no se encuentra ni traza de la revolución que estaban protagonizando los músicos de la Segunda Escuela de Viena. Son obras luminosas, con un sentido especial de espontánea cantabilidad y transparencia. Así nacieron el Idillio-concertino (1932), para oboe, dos trompas e instrumentos de arco (esencialmente una sinfonía de cámara); la Suite Concertino (1932), para fagot y orquesta, la Suite Veneziana (1936) y el Trittico per orchestra (1936). 
Solamente su Concerto de violín (1944) se programa con una cierta regularidad, aunque también escribió obras como el Idillio-concertino, para oboe, dos trompas e instrumentos de arco (esencialmente una sinfonía de cámara), un quinteto de piano, dos tríos con piano, dos sonatas de violín y varias obras para órgano.

## Catálogo de obras
| Año     | Opus    | Obra | Tipo de obra                 |
| 1895    | -       | Quintetto | Música instrumental          |
| 1895    | Opus 01 | Sonata nº 1 para violín y piano. | Música instrumental (dúo)    |
| 1895    | -       | Serenata per archi | Música instrumental          |
| 1895    | Opus 02 | La Sulamita, oratorio (del Cantico dei Cantici) (Venecia, 1899) | Música vocal (oratorio)      |
| 1895-98 | -       | Irene, ópera (libreto propio) (no representada). | Música de escena (ópera)     |
| 1898    | -       | 8 cori, para coro a capella | Música coral                 |
| 1898    | -       | Sei pezzi facili, para piano. | Música solista (piano)       |
| 1898    | Opus 05 | Trio nº 1 para piano, violín y violonchelo en re mayor. | Música instrumental (trío)   |
| 1900    | Opus 03 | Talitha Kumi. La Figlia di Giario, oratorio. (del Evangelio según Marco) (no representado). | Música vocal (oratorio)      |
| 1900    | -       | La Camargo, ópera (libretto de M. Pezzè-Pascolato, según A. de Musset) (fragmento) (no representada). | Música de escena (ópera)     |
| 1900    |         | Cenerentola, ópera (libretto de M. Pezzè-Pascolato, según «La cenicienta» de Perrault) (Venecia, 1900/12/22; revisada como Aschenbrödel, Bremen, 1902)                                                                     | Música de escena (ópera)     |
| 1900    | Opus 06 | Quintetto con piano. | Música instrumental          |
| 1900    | Opus 07 | Trio nº 2 para piano, violín y violonchelo en fa diesis mayor. | Música instrumental (trío)   |
| 1901    | Opus 08 | Sinfonia da camera per archi e fiati. | Música instrumental          |
| 1901    | Opus 10 | Sonata nº 2 para violín y piano. | Música instrumental (dúo)    |
| 1903    | Opus 09 | La Vita Nuova, cantata para barítono, soprano coro, orquesta y órgano (según Dante; Múnich, 1903). | Música vocal (cantata)       |
| 1903    | Opus 11 | 4 Rispetti para soprano y piano, op. 11. | Música vocal (piano)         |
| 1903    | Opus 12 | 4 Rispetti para soprano y piano, op. 12. | Música vocal (piano)         |
| 1903    |         | Le donne curiose, ópera (L. Sugana, según Goldoni) (en alemán, «Die neugierigen Frauen». «Las mujeres curiosas») (Múnich, Hofoper, 1903/11/27)                                                                             | Música de escena (ópera)     |
| 1904    | Opus 13 | Tre Impromptus op. 13, para piano. | Música solista (piano)       |
| 1905    | Opus 14 | Tre pezzi op. 14, para piano. | Música solista (piano)       |
| 1906    |         | I quatro rusteghi, ópera (L. Sigana y Giuseppe Pizzolato, según: «I quattro rusteghi» de Carlo Goldoni) (en alemán: «Die vier Grobiane». «Los cuatro rústicos») (Múnich, Königliches Hof- und Nationaltheater, 1906/03/19) | Música de escena (ópera)     |
| 1909    |         | Il segreto di Susanna, ópera (Enrico Golisciani) (en alemán: «Susannens Geheimnis». «El secreto de Susana») (Múnich, Königliches Hof- und Nationaltheater 1909/12/04)                                                      | Música de escena (ópera)     |
| 1911    |         | I gioielli della Madonna, ópera (Id. y G. Zangarini) (en alemán: «Der Schmuck der Madonna». «Las joyas de la señora») (Berlín, Komische Oper, 1911/12/23)                                                                  | Música de escena (ópera)     |
| 1913    |         | L'amore medico, ópera (E. Golisciani, según Molière) (en alemán: «Der Liebhaber als Arzt». («El amor médico») (Dresde, Hofoper, 1913/12/04)                                                                                | Música de escena (ópera)     |
| 1925    |         | Gli amanti sposi, ópera («Los amantes esposos») (Giovacchino Forzano, según Goldoni) (Venecia, Teatro Fenice, 1925/02/19)                                                                                                  | Música de escena (ópera)     |
| 1927    |         | Sly ovvero. La Leggenda del dormiente risvegliato, ópera (Giovacchino Forzano) (Milán, Scala, 1927/12/29) | Música de escena (ópera)     |
| 1927    | -       | Das Himmelskleid (La veste di cielo) (libreto propio, según Perrault) (Múnich, 1927). | Música de escena (ópera)     |
| 1927    | -       | Veste di cielo, ópera («Vista del cielo») (Múnich, 1927). | Música de escena (ópera)     |
| 1931    | -       | Reelaboracción de Idomeneo de Mozart. (E.L. Stahl) (Múnich, 1931) | Música de escena (ópera)     |
| 1931    |         | La vedova scaltra, ópera («La viuda astuta») (Roma, 1931/03/05) | Música de escena (ópera)     |
| 1932    | Opus 15 | Idillio-concertino, para oboe, 2 trompas y cuerdas. | Música orquestal             |
| 1932    | Opus 16 | Suite-concertino, para fagot, 2 trompas y cuerdas. | Música orquestal             |
| 1936    |         | Il Campiello, ópera («La plazoleta») (Id. Zangarini, según Goldoni) (Milán, Scala, 1936/02/12) | Música de escena (ópera)     |
| 1936    | Opus 17 | Il calzoniere. 44 rispetti, stornelli ed altri canti su versi popolari, para voz y piano. | Música vocal (piano)         |
| 1936    | Opus 18 | Suite veneziana, para orquesta. | Música orquestal             |
| 1936    | Opus 19 | Trittico, para orquesta. | Música orquestal             |
| 1937    | Opus 20 | Divertimento in re, para orquesta. | Música orquestal             |
| 1937    | Opus 21 | La Passione (sobre textos populares antiguos), para coro a capella. | Música coral                 |
| 1937    |         | La dama boba, ópera (según Lope de Vega) (Milán, 1937/02/01) | Música de escena (ópera)     |
| 1940    | Opus 22 | Arabeschi, para orquesta. | Música orquestal             |
| 1940    | Opus 23 | Quartetto. | Música instrumental          |
| 1940    | Opus 27 | Sonata n.º 3 para violín y piano. | Música instrumental (dúo)    |
| 1942    | Opus 24 | Quintetto per 2 violas, 2 violines y violonchelo. | Música instrumental          |
| 1943    | Opus 25 | Sonata para dos violines y piano. | Música instrumental          |
| 1943    | -       | Gli dei a Tebe, ópera (en alemán: «Der kuckuck in Theben». «Los dioses en Tebás») (Hanover, 1943/06/05) | Música de escena (ópera)     |
| 1944    | Opus 26 | Concerto per violino. | Música orquestal (concierto) |
| 1944    | Opus 31 | Concerto per violoncello. Invocazione (ejecutada póstumamente, 1954). | Música orquestal (concierto) |
| 1945    | Opus 30 | Sonata para violonchelo y piano. | Música instrumental (dúo)    |
| 1945    | Opus 32 | Trio per archi. | Música instrumental          |
| 1946    | Opus 33 | Duo para viola d'amore y viola da gamba . (también para violín y violonchelo) | Música instrumental (dúo)    |
| 1946    | Opus 35 | Introduzione e balletto para violín y violonchelo. | Música instrumental (dúo)    |
| 1947    | Opus 28 | Symphonia brevis, para orquesta. | Música orquestal             |
| 1947    | -       | Chiese di Venezia, para orquesta. (incompleta) | Música orquestal             |
| 1947    | Opus 34 | Piccolo concerto para corno inglés, 2 trompas y cuerdas. | Música orquestal (concierto) |
| -       | -       | La bonne mare (según Goldoni), opera (solo proyecto) | Música de escena (ópera)     |
| -       | -       | Ephemeros, opera (solo proyecto) | Música de escena (ópera)     |
| -       | -       | Prinz Calibri, opera (solo proyecto) | Música de escena (ópera)     |

## Biografía
- Ermanno Wolf-Ferrari, Einleitung zu der Gedankenwelt der Meister. Alexandra Carola Grisson. Biografía en alemán.
- Ermanno Wolf-Ferrari. La sua vita d'artista. Raffaello de Rensis, Milán, Fratelli Treves Editori.